# Kandahar (2023)
Kandahar is een Amerikaanse actiefilm uit 2023, geregisseerd door Ric Roman Waugh.

## Verhaal
Tom Harris, een undercover CIA-agent, wordt ontmaskerd terwijl hij diep in de achterhoede zit in vijandig gebied in Afghanistan. Hij moet samen met een tolk evacueren naar Kandahar, maar hij wordt achtervolgd door een eliteteam van speciale troepen.

## Rolverdeling
| Acteur               | Personage              |
| -------------------- | ---------------------- |
| Gerard Butler        | Tom Harris             |
| Ali Fazal            | Kahil Nasir, ISI-agent |
| Navid Negahban       | Mohammad "Mo" Doud     |
| Bahador Foladi       | Farzad Asadi           |
| Nina Toussaint-White | Luna Cujai             |
| Vassilis Koukalani   | Bashar                 |
| Mark Arnold          | Mark Lowe              |
| Tom Rhys Harries     | Oliver Altman          |
| Corey Johnson        | Chris Hoyt             |
| Travis Fimmel        | Roman Chalmers         |

## Productie
In juni 2016 verkocht de voormalige militaire inlichtingenofficier Mitchell LaFortune zijn spec script Burn Run aan Thunder Road Films. In juni 2020 werd aangekondigd dat Gerard Butler zou produceren en de hoofdrol zou spelen in de film, die de nieuwe titel Kandahar had gekregen, in samenwerking met Angel Has Fallen en  Greenland regisseur Ric Roman Waugh.
Ali Fazal en Navid Negahban voegden zich in december 2021 bij de cast. De meeste opnames begonnen op 2 december 2021 in Saoedi-Arabië. Het filmen werd afgerond in januari 2022.

## Release
De film ging in première op 25 mei 2023 in verschillende landen in de regio Europe, Middle East & Africa en Azië-Pacific.

## Ontvangst
Op Rotten Tomatoes heeft Kandahar een waarde van 45% en een gemiddelde score van 5,40/10, gebaseerd op 91 recensies. Op Metacritic heeft de film een gemiddelde score van 52/100, gebaseerd op 22 recensies.